# Marketing afiliat
Marketingul afiliat este o formă de marketing online care se bazează pe modele de plată pe performanță și Cost Pe Acțiune (CPA).
În marketingul afiliat, un comerciant denumit și advertiser răsplătește unul sau mai mulți afiliați (publisher) pentru fiecare acțiune efectuată pe site-ul său. O acțiune răsplătită este o vânzare, lead, sau orice altă acțiune prestabilită în cadrul programului de afiliere de către comerciant. Astfel, marketingul afiliat se mai găsește denumit ca marketing bazat pe performanță, întrucât el nu include acțiuni de genul Cost Pe Click (CPC) sau Cost Pe Mia de afișări (CPM).
Marketingul afiliat se suprapune într-o oarecare măsură cu alte metode de internet-marketing, deoarece afiliații utilizează metode regulate de publicitate. Aceste metode includ optimizări în motoare de căutare, marketing prin căutări plătite în motoarele de căutare, e-mail marketing, și publicitate prin afișarea de bannere. Pe de altă parte afiliații, uneori utilizează metode neagreate de promovare.
Marketingul afiliat, utilizează un site pentru a trimite trafic pe altul, este o formă a marketingului online, care în mod frecvent este desconsiderată de comercianți. Cu toate ca motoarele de căutare, e-mail-urile și RSS captează o atenție mai mare din partea comercianților online față de marketingul afiliat, membrii afiliați continuă să joace un rol semnificant în strategiile de vânzari online.

## Istoric

### Origini
Conceptul de marketing afiliat online a fost conceput, pus în practică și patentat de către William J. Tobin, fondatorul PC Flowers & Gifts.